# Little Tiger
Little Tiger（リトルタイガー、1983年6月14日 - ）は、日本の女子キックボクサー。初代タイガーマスクで武道家の佐山聡の門下生。ウィラサクレック・フェアテックス・ジム所属。ムエタイ世界チャンピオン。
佐山聡は父親の知人であり、リングネームの「Tiger」の文字を授かっている。

## 来歴
2007年10月6日、全日本キックボクシング連盟「CUB☆KICK'S-8」でデビュー戦を行う。当時のリングネームはLittle Tiger June（Juneは6月生まれであることから）であり、青春塾所属であった。
2008年3月2日、J-GIRLSに初参戦。
2009年1月18日の試合から所属がTeam Tigerとなり、リングネームもLittle Tigerに改名した。
2009年4月5日、J-GIRLSミニフライ級次期王座挑戦者決定トーナメント決勝で神村江里加と対戦し、0-3の判定負けを喫した。
2009年9月27日に開幕したJ-GIRLS初代アトム級王座決定トーナメントに出場し、12月20日の決勝で山田純琴に判定勝ちを収めJ-GIRLS初代アトム級王座を獲得した。
2010年3月28日、J-GIRLS Catch The stone〜6のセミファイナルでマニリン・ソー.スピッツと対戦予定であったが、マニリンが来日できず試合が中止となった。
2010年7月19日、REBELS.3で行なわれたWPMF日本女子ミニフライ級王者決定戦で渡辺久江と対戦し、1-1の判定ドローで王座獲得ならず。
2010年10月29日、「武道 掣圏」第零回大会に本名の宮内彩香として出場。yu_kidと模範試合を行なった。
2010年12月12日、J-GIRLSアトム級王座の初防衛戦で山田真子と対戦し、0-3の判定負けで王座から陥落した。
2011年1月23日、REBELS.6で行なわれたWPMF日本女子アトム級王座決定戦で山田純琴と対戦し、3-0の判定勝ちで王座を獲得した。
2014年7月26日にパタヤで開催されたWBCムエタイ・インターナショナル女子アトム級タイトルマッチにおいて、判定でFAACHEANGRAI S.SAKONTHONを破り通算7個目の戴冠。

## 戦績
| キックボクシング 戦績 | キックボクシング 戦績 | キックボクシング 戦績 | キックボクシング 戦績 | キックボクシング 戦績 | キックボクシング 戦績 | キックボクシング 戦績 |
| --------------------- | --------------------- | --------------------- | --------------------- | --------------------- | --------------------- | --------------------- |
| 45 試合               | (T)KO                 | 判定                  | その他                | 引き分け              | 無効試合              |                       |
| 27 勝                 | 9                     | 18                    | 0                     | 4                     | 0                     |                       |
| 14 敗                 | 0                     | 14                    | 0                     | 4                     | 0                     |                       |

| 勝敗 | 対戦相手                 | 試合結果                | 大会名 | 開催年月日     |
| ○    | 山田純琴                 | 5R終了 判定3-0          | REBELS.6 【WPMF日本女子アトム級王座決定戦】                                                                         | 2011年1月23日  |
| ×    | 山田真子                 | 2分5R終了 判定0-3       | J-NETWORK「J-GIRLS 女祭り 2010 〜戦う女は美しい〜」 【J-GIRLSアトム級タイトルマッチ】                               | 2010年12月12日 |
| ○    | 坂本柚佳里               | 2分3R+延長R終了 判定3-0 | J-NETWORK「J-GIRLS Catch The stone〜10」                                                                            | 2010年9月20日  |
| △    | 渡辺久江                 | 2分5R終了 判定1-1       | REBELS.3 【WPMF日本女子ミニフライ級王者決定戦】                                                                     | 2010年7月19日  |
| ○    | ノンブア・ルークピアリー | 2分3R終了 判定3-0       | J-NETWORK「J-GIRLS Catch The stone〜8」                                                                             | 2010年5月30日  |
| ○    | 山田純琴                 | 2分3R終了 判定2-0       | J-NETWORK「J-GIRLS Final Stage 2009」 【J-GIRLS初代アトム級王座決定トーナメント 決勝】                              | 2009年12月20日 |
| ○    | Mai                      | 2分3R終了 判定2-1       | J-NETWORK「J-GIRLS Catch The stone〜4」 【J-GIRLS初代アトム級王座決定トーナメント 準決勝】                          | 2009年9月27日  |
| ○    | 丸中雅恵                 | 2分3R終了 判定3-0       | J-NETWORK「J-GIRLS Catch The stone〜4」 【J-GIRLS初代アトム級王座決定トーナメント 1回戦】                           | 2009年9月27日  |
| ×    | 山田純琴                 | 2分3R終了 判定0-3       | J-NETWORK「J-GIRLS Champion Festival 2009」                                                                         | 2009年7月26日  |
| ×    | 美保                     | 2分3R終了 判定0-3       | J-NETWORK「J-GIRLS Catch The stone〜3」                                                                             | 2009年5月31日  |
| ×    | 神村江里加               | 2分3R終了 判定0-3       | J-NETWORK「J-GIRLS Catch The stone〜2」 【J-GIRLSミニフライ級次期王座挑戦者決定トーナメント 決勝】                  | 2009年4月5日   |
| ○    | まゆみ                   | 2分3R+延長R終了 判定3-0 | J-NETWORK「J-GIRLS Catch The stone〜1」 【J-GIRLSミニフライ級次期王座挑戦者決定トーナメント 準決勝】                | 2009年1月18日  |
| ○    | 奥村ユカ                 | 2分3R終了 判定3-0       | J-NETWORK「J-GIRLS Final Stage 2008」 【J-GIRLSミニフライ級次期王座挑戦者決定トーナメント リザーブマッチ】          | 2008年11月9日  |
| △    | 美保                     | 2分3R終了 判定1-1       | J-NETWORK「J-GIRLS Summer Kick Carnival」                                                                           | 2008年7月21日  |
| ×    | まゆみ                   | 2分3R終了 判定0-3       | J-NETWORK「J-GIRLS World Queen Tournament 2008 決勝戦」 【J-GIRLSミニフライ級次期王座挑戦者決定トーナメント 2回戦】 | 2008年5月25日  |
| ○    | Mai                      | 2分3R終了 判定3-0       | J-NETWORK「J-GIRLS World Queen Tournament 2008 開幕戦」 【J-GIRLSミニフライ級次期王座挑戦者決定トーナメント 1回戦】 | 2008年3月2日   |
| ×    | ちはる                   | 2分3R終了 判定0-3       | 全日本キックボクシング連盟「Fujiwara Festival 〜藤原祭り2007〜」 【オープニングファイト】                           | 2007年12月7日  |
| ○    | 倉光智子                 | 2分3R終了 判定3-0       | 全日本キックボクシング連盟「CUB☆KICK'S-8」 【オープニングファイト】                                                 | 2007年10月6日  |

## 獲得タイトル
- WMC（世界ムエタイ評議会）世界ミニフライ級チャンピオン（2012.06.24）
- WPMF（世界プロムエタイ連盟）世界ミニフライ級チャンピオン（2012.06.24）
- WPMF（世界プロムエタイ連盟）日本アトム級チャンピオン（2011.01.23）
- J-GIRLS 初代アトム級チャンピオン（2009.12.20）